# Julieta Lanteri
Julieta Lanteri (nascida Giulia Maddalena Angela Lanteri, Briga Marittima, 22 de março de 1873 — Buenos Aires, 25 de fevereiro de 1932) foi uma médica e ativista pelos direitos das mulheres ítalo-argentina.

## Biografia
Lanteri nasceu na zona rural de Briga Marittima, na província de Cuneo, Itália (atualmente La Brigue, França), em 1873. Seus pais, Mattea Guido e Pierre-Antoine Lanteri, emigraram para a Argentina com suas duas filhas em 1879. Julieta foi criada em Buenos Aires e La Plata.
Em 1891, tornou-se a primeira mulher a se matricular no Colegio Nacional de La Plata, colégio público preparatório. Após formar-se em farmacologia na Universidade de Buenos Aires em 1898, Lanteri ingressou na Faculdade de Medicina da universidade com a permissão do reitor, Dr. Leopoldo Montes de Oca. Ela encontrou oposição à sua carreira de estudante e profissional por parte dos mais conservadores; as objeções incluíam o conceito mais amplo de permitir que as mulheres seguissem uma carreira, bem como outras menores, como a de que uma mulher não deveria examinar um cadáver. Estas experiências levaram Lanteri e Cecilia Grierson (a primeira mulher a graduar-se em medicina na Argentina) a co-fundarem a Asociación de Universitarias Argentinas, a primeira associação de estudantes dedicada às mulheres no país, em 1904. Após um estágio na enfermaria feminina do Hospital San Roque, Lanteri tornou-se, em 1907, a quinta mulher a formar-se em medicina na Argentina e a primeira ítalo-argentina a fazê-lo.

## Carreira
Lanteri trabalhou por uma década na Secretaria de Assistência Pública de Buenos Aires e no Hospital e Dispensário de Emergência. Ela fez campanha ativamente por maior acesso aos cuidados médicos para os pobres desde o início e fundou um periódico, a Semana Médica, para esse fim. Em 1906, Lanteri participou do Congresso Internacional do Pensamento Livre realizado em Buenos Aires e contou com a presença de outras feministas como Raquel Camaña, Elvira Rawson de Dellepiane, Petrona Eyle, Sara Justo, Cecilia Grierson e Adelia Di Carlo. O Congresso a expôs a ideias relacionadas à obtenção da igualdade entre sexos, igualdade política e divórcio.
Ela ajudou a organizar o primeiro Congresso Internacional de Mulheres em 1910 e posteriormente o primeiro Congresso Nacional do Bem-Estar Infantil. Sua inscrição para um cargo de docente na Faculdade de Medicina da Universidade de Buenos Aires foi negada com base no fato de que ela ainda era uma estrangeira residente, o que a levou a solicitar a cidadania argentina. Mulheres imigrantes solteiras, no entanto, geralmente não recebiam a cidadania argentina. Lanteri casou-se com Alberto Renshaw em 1910, e após um processo de oito meses de duração, ela obteve a cidadania em 1911. O casamento foi em si polêmico, pois Renshaw era quatorze anos mais novo que Lanteri. O mesmo pretexto foi usado para negar a sua inscrição no curso de Psiquiatria na Faculdade de Medicina da sua própria universidade.
Com conhecimento detalhado da Lei 5.098, que especificava vários requisitos para o direito de voto — embora permanecesse discutível sobre o direito da mulher de fazê-lo — Lanteri persuadiu o presidente do distrito eleitoral a aceitar seu voto nas eleições de 16 de julho de 1911 para o Conselho Deliberativo, tornando-se assim a primeira mulher a votar na América do Sul; mulheres não tiveram direito ao voto na Argentina até 1947.  A Lei Eleitoral foi alterada naquele ano para exigir o serviço militar (obrigatório para todos os cidadãos argentinos do sexo masculino) para ter direito ao voto, novamente eliminando as mulheres. Lanteri, em vez disso, juntou-se à sua advogada, Angélica Barreda, na formação de um partido político em 1918, a União Feminista Nacional, e concorreu a uma vaga na Câmara dos Deputados da Argentina em todas as eleições posteriores até o golpe militar de 1930.

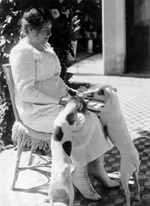
Julieta Lanteri em 1920

Seu partido político apoiava o sufrágio universal, igualdade de gênero sob o Código Civil Argentino e uma ampla gama de medidas progressivas, incluindo: regulamentação da jornada de trabalho; igualdade salarial; pensões; licença maternidade; reformas trabalhistas em relação a mulheres e crianças; treinamento profissional para mulheres; legalização do divórcio; atendimento especializado para jovens delinquentes; reforma do sistema carcerário; abolição da pena de morte; investimentos em saúde pública e jardim de infância; maior segurança do trabalho em fábricas; proibição da fabricação e venda de álcool; medicina preventiva contra doenças infecciosas e proibição de bordéis regulamentados. No entanto, sua candidatura não foi bem sucedida, recebendo entre mil e 1 730 votos em cada eleição; entre os seus apoiadores estava o escritor nacionalista Manuel Gálvez que, em oposição a ambos os conservadores e à União Cívica Radical, então no poder, optou por votar na "intrépida Dra. Lanteri".
Lanteri foi admitida na Associação Médica Argentina. Ela continuou a praticar a medicina e a fornecer cuidados psiquiátricos e de saúde mental para mulheres e crianças necessitadas. Ela fundou a primeira escola primária da cidade de Sáenz Peña, na província de Buenos Aires e lecionou extensivamente na Europa. Ela se aventurou em outras atividades, lançando um tônico de restauração capilar em 1928. Seu ativismo pelo sufrágio feminino deu uma guinada inédita quando em 1929 ela se candidatou ao serviço militar com a justificativa de que, uma vez que o serviço militar era obrigatório para todos os cidadãos, as mulheres deveriam ter direito ao serviço militar e, portanto, ao voto. O caso chegou à Suprema Corte da Argentina, onde, no entanto, foi anulado.

## Morte
Em 23 de fevereiro de 1932, Lanteri caminhava pela avenida Roque Sáenz Peña, no centro de Buenos Aires, quando foi atropelada. O motorista fugiu, e após dois dias internada no hospital, a médica e ativista morreu aos 58 anos de idade; mais de mil pessoas compareceram ao seu funeral.
O incidente, tratado como acidente pela polícia, foi questionado pela jornalista do El Mundo Adelia Di Carlo. O noticiário publicou detalhes do acidente, incluindo o fato de que o relatório policial teve o nome do motorista e a placa do veículo riscados; que o homem, David Klapenbach, era membro do grupo paramilitar de direita Liga Patriótica Argentina; e que o próprio Klapenbach já havia cometido vários assassinatos. A casa de Adelia Di Carlo foi saqueada pela Polícia Federal Argentina após a publicação destes dados.

### Legado
As jornalistas investigativas Araceli Bellota e Ana María De Mena publicaram biografias de Lanteri (Julieta Lanteri: La pasión de una mujer e Palomita Blanca, respectivamente), em 2001. Uma rua no bairro Puerto Madero, em Buenos Aires, foi batizada em sua homenagem. Em 2019, uma nova estação na linha H do Metrô de Buenos Aires foi batizada em sua homenagem.